# Molodye
Molodye (Молодые) è un film del 1971 diretto da Nikolaj Ivanovič Moskalenko.

## Trama
É un film sovietico che racconta la storia di due giovani protagonisti che cercano di fare i conti con la propria vita, tra l’ideale di realizzazione personale e le difficoltà che incontrano nel loro cammino. Ambientato nella Mosca degli anni ’70, il film esplora le tensioni sociali e le differenze tra le diverse classi sociali, ma anche le difficoltà legate alla crescita e alla costruzione di una carriera in un contesto sovietico.
Il film segue Aleksey, un giovane e promettente ingegnere che ha appena completato i suoi studi e sta cercando di entrare nel mondo del lavoro. È ambizioso, pieno di sogni e determinazione, ma si trova a fare i conti con le difficoltà quotidiane e la pressione per dimostrare il suo valore. Zhenya, la protagonista femminile, è una ragazza di 20 anni proveniente da una famiglia benestante che si trova a fare i conti con la sua identità in un mondo che spesso la vede come una semplice “figlia di papà”. Tra le aspettative della sua famiglia e la sua voglia di indipendenza, Zhenya desidera emergere nel mondo.
L’incontro tra Aleksey e Zhenya segna l’inizio di una relazione che deve superare molte sfide. Non solo le differenze sociali e culturali tra i due giovani, ma anche la difficoltà di realizzare i propri sogni in una società che richiede sacrifici e che, a volte, non offre le opportunità sperate. I protagonisti dovranno affrontare i conflitti interni e quelli esterni che emergono durante il loro percorso, scoprendo cosa significa veramente essere “giovani” in un mondo che cambia velocemente.